# 登仕堡子镇
登仕堡子镇，是中华人民共和国辽宁省沈阳市法库县下辖的一个乡镇级行政单位。

## 行政区划
登仕堡子镇下辖以下地区：
登仕堡子村、西登仕堡子村、小屯村、张家堡村、巴尔山村、达连屯村、严千户村、大辛屯村和石砬子村。